# Радзивиловский, Александр Павлович
Алекса́ндр Па́влович Радзиви́ловский (Израи́ль Моисе́евич Радзивилло́вский) (август 1904, Симферополь — 25 января 1940, Москва) — ответственный сотрудник ЧК-ОГПУ-НКВД СССР, старший майор государственной безопасности. Заместитель начальника УНКВД Московской обл. Начальник УНКВД Ивановской обл. Входил в состав особой тройки НКВД СССР. Начальник 3-го отдела 3-го (транспорт)ного) Управления НКВД СССР. Один из руководящих офицеров НКВД периода Большого террора на региональном уровне. Расстрелян в 1940 году как сообщник Н. И. Ежова и М. П. Фриновского. Признан не подлежащим реабилитации.

## Ранние годы
Родился в еврейской семье приказчика. Учился в коммерческом училище, Севастопольской трудовой школе.

## ВЧК-ОГПУ-НКВД
В ВЧК с 1920, секретный работник Особого отдела ВЧК Чёрного и Азовского морей — работал в Крыму, Витебске, Брянске, Гомеле. В 1921—1925 секретарь уполномоченного Главного управления милиции НКВД РСФСР в Крыму, секретный уполномоченный — уполномоченный Крымской ЧК—ГПУ при СНК Крымской АССР, помощник уполномоченного Секретно-оперативного управления, уполномоченный Секретного отдела, врио начальника, уполномоченный, помощник начальника I отдела Секретно-оперативной части, начальник I отделения Секретно-оперативного управления ГПУ при СНК Крымской АССР. В 1925—1926 уполномоченный II, III отделения Секретного отдела ОГПУ при СНК СССР. В 1926—1928 начальник Секретного отдела Витебского окротдела ГПУ, начальник Секретного отдела Брянского губотдела ГПУ, начальник Особого — Контрразведывательного отдела Гомельского окротдела ГПУ. В 1928—1931 уполномоченный II отделения Секретного отдела ОГПУ при СНК СССР, помощник начальника VIII отделения Секретного отдела ОГПУ при СНК СССР, помощник начальника III отделения Секретного отдела ОГПУ при СНК СССР, сотрудник для особых поручений ОГПУ при СНК СССР. В 1931—1935 начальник секретно-политического отдела Полномочного представительства ОГПУ при СНК СССР по Московской области — Управления НКВД по Московской области, одновременно с 1933 является помощником полномочного представителя ОГПУ — начальника Управления НКВД по Московской области. В 1935—1937 заместитель начальника Управления НКВД по Московской области С. Ф. Реденса. Один из ответственных за точечные политические репрессии в Москве до начала Большого террора и в самом его начале.
С 20 июля 1937 по 28 февраля 1938 начальник Управления НКВД по Ивановской области. Этот период отмечен вхождением в состав особой тройки, созданной по приказу НКВД СССР от 30.07.1937 № 00447 и активным участием в сталинских репрессиях в Ивановской обл.
С февраля по март 1938 года — в распоряжении Управления кадров НКВД СССР — и.о. заместителя наркома внутренних дел Украинской ССР (на должность не назначался приказом по НКВД СССР, но подписывал документы в этой должности).
С марта 1938 начальник 3 отдела III Управления (транспорт и связь) НКВД СССР.

## Репрессии
Арестован 13 сентября 1938 г. Внесен в Список Л.Берии от 16 января 1940 г. по 1-й категории. Приговорён к ВМН ВКВС СССР 24 января 1940 г. по ст. 58/1 п.«а» («измена Родине»); ст. 58/8 («террор»); ст. 58/11 УК РСФСР («участие в антисоветской террористической организации в органах НКВД»).
Расстрелян в ночь на 25 января 1940 года в группе 22 осужденных ВКВС СССР (С. Б. Жуковский, А. М. Ершов и др.). Место захоронения — «могила невостребованных прахов» № 1  крематория Донского кладбища.
Признан не подлежащим реабилитации ВКВС РФ в начале 2000-х гг.

## Награды
- Орден Красного Знамени (1932)
- Орден «Знак Почёта» (14 мая 1936) — «за организацию и проведение образцового порядка в день первомайского парада и демонстрации»[4]
- знак «Почётный работник ВЧК-ГПУ».
- Орден Ленина (1937) — «за образцовое и самоотверженное выполнение важнейших заданий Правительства».

Депутат Верховного Совета СССР 1-го созыва.